# Kansas City Scouts
A Kansas City Scouts 1974 és 1976 között szerepelt a National Hockey League-ben. A csapat a Missouri állambeli Kansas Cityben játszott. 1974-ben Denverbe költözött, ahol 1982-ig Colorado Rockies néven szerepelt. A Rockies 1982-ben New Jersey-be költözött és azóta New Jersey Devils néven szerepel.

## Szezonok
| Szezon      | MSz | Gy | V   | D  | P  | ÜGSz | KGSz | B    | Eredmény               | Rájátszás     |
| 1974–1975   | 80  | 15 | 54  | 11 | 41 | 184  | 328  | 744  | 5. a Smythe-divízióban | nem jutott be |
| 1975–1976   | 80  | 12 | 56  | 12 | 36 | 190  | 351  | 984  | 5. a Smythe-divízióban | nem jutott be |
| Összesített | 160 | 27 | 110 | 23 | 77 | 374  | 679  | 1728 |                        |               |

## Csapatkapitányok
- Simon Nolet, 1974–1976
- Guy Charron, 1976

## Első körös draftok
- 1974: Wilf Paiement (2. helyen)
- 1975: Barry Dean (2. helyen)